# Reco-reco
El reco-reco (també anomenat raspador, caracaxá o querequexé) és un estri fet servir com a instrument de percussió idiòfon en la música popular del Brasil. El seu timbre i estil de toc són similars als del güiro, el guayo i la guacharaca, tots els quals són també raspadors llatinoamericans.
Tradicionalment, el reco-reco era fet d'un cos cilíndric tallat fet de bambú o fusta, i es toca amb un pal de fusta. L'instrument s'utilitza en molts estils de música brasilera, per exemple la samba i gèneres relacionats, i prové de la cultura musical afro-brasilera.
Durant algun temps, els reco-recos han estat fets d'un cilindre metàl·lic amb ressorts units i tocats amb un escuradents del metall, que dona lloc a un so molt més sorollós. En alguns models, la caixa de so té un forat en la part inferior, que es pot cobrir amb la mà per aconseguir diferents possibilitats de timbre. Avui dia, també s'han fet reco-recos de fibra de vidre.